# Emirat de Carmona
L'emirat de Carmona fou un petit estat musulmà amb centre a la ciutat de Carmona que va existir del 1029 al 1051 i del 1145 al 1148.
El va fundar Muhammad ibn Abdallah el cap de la família amaziga local dels Banu Birzal que governava la ciutat i comarca, i que el 1023/1024 va esdevenir independent en enfonsar-se el califat de Còrdova. El 1031 les forces de Màlaga van ocupar Carmona, però Muhammad va poder restablir el seu domini el 1036. Va governar fins al 1042 en què el va succeir Ishak al-Arish Mostandir. El 1066/1067 fou ocupada per al-Mamun de Toledo que per error la va entregar el 1067 a l'emirat d'Ixbíliya que la va conservar fins al maig del 1091 quan va passar als almoràvits.
El 1145 el cadi local es va fer independent i va reconèixer la sobirania de Còrdova, però molt poc després va reconèixer a l'emir de Granada (1145-1147) per tornar a dependre de Còrdova del 1147 al 1148. En aquest darrer any fou annexionada pels almohades que la van conservar fins al 1229. Llavors va passar al poderós regne de Múrcia i dos anys després (1231) a Sevilla fins al 1233 en què va tornar a Múrcia. Els almohades la van recuperar efímerament el 1238 però el 1242 va reconèixer als Hàfsides de Tunísia (1242-1246). El 1246 fou ocupada pels castellans.

## Llistat d'emirs
- Abd-Al·lah ibn Ishaq (1013/14-1023/24)
- Muhàmmad ibn Abd-Al·lah (1023/24-1042/43)
- Ishaq ibn Muhàmmad (1042/43-1052/53)
- Al-Aziz ibn Ishaq (1052/53-1066/67)
- Passa a l'Emirat d'Ixbíliya (1066/67)